# Населённые пункты субъектов Российской Федерации
Статьи со списками населённых пунктов субъектов Российской Федерации

## Республики
- Населённые пункты Адыгеи
- Населённые пункты Республики Алтай
- Населённые пункты Башкортостана (в районах: от А до И • от К до Я)
- Населённые пункты Бурятии
- Населённые пункты Дагестана
- Населённые пункты Ингушетии
- Населённые пункты Кабардино-Балкарии
- Населённые пункты Калмыкии
- Населённые пункты Карачаево-Черкесии
- Населённые пункты Республики Карелия
- Населённые пункты Республики Коми
- Населённые пункты Республики Крым
- Населённые пункты Марий Эл
- Населённые пункты Мордовии
- Населённые пункты Северной Осетии
- Населённые пункты Татарстана (в районах: от А до К • от Л до Я)
- Населённые пункты Тывы
- Населённые пункты Удмуртии
- Населённые пункты Хакасии
- Населённые пункты Чечни
- Населённые пункты Чувашии
- Населённые пункты Якутии

## Края
- Населённые пункты Алтайского края
- Населённые пункты Забайкальского края (в Агинском Бурятском округе)
- Населённые пункты Камчатского края (в Корякском округе)
- Населённые пункты Краснодарского края
- Населённые пункты Красноярского края (в районах: с особым статусом • от А до И • от К до Р • от С до Я)
- Населённые пункты Пермского края (в районах • в Коми-Пермяцком округе)
- Населённые пункты Приморского края
- Населённые пункты Ставропольского края
- Населённые пункты Хабаровского края

## Области
- Населённые пункты Амурской области
- Населённые пункты Архангельской области (в районах: от А до М • от Н до Я)
- Населённые пункты Астраханской области
- Населённые пункты Белгородской области
- Населённые пункты Брянской области
- Населённые пункты Владимирской области
- Населённые пункты Волгоградской области
- Населённые пункты Вологодской области (в районах: от А до Б • В • от Г до С • от Т до Я)
- Населённые пункты Воронежской области
- Населённые пункты Ивановской области (в районах: от А до О • от П до Я)
- Населённые пункты Иркутской области (в Усть-Ордынском Бурятском округе)
- Населённые пункты Калининградской области
- Населённые пункты Калужской области (в районах: от А до О • от П до Я)
- Населённые пункты Кемеровской области
- Населённые пункты Кировской области (в районах: от А до Н • от О до Я)
- Населённые пункты Костромской области (в районах: от А до Н • от О до Я)
- Населённые пункты Курганской области
- Населённые пункты Курской области
- Населённые пункты Ленинградской области
- Населённые пункты Липецкой области
- Населённые пункты Магаданской области
- Населённые пункты Московской области (в городах областного подчинения с административной территорией: от А до И • от К до Н • от О до Р • от С до Я)
- Населённые пункты Мурманской области
- Населённые пункты Нижегородской области (в районах: от А до К • от Л до Я)
- Населённые пункты Новгородской области (в районах: от А до Л • от М до Р • от С до Я)
- Населённые пункты Новосибирской области
- Населённые пункты Омской области
- Населённые пункты Оренбургской области
- Населённые пункты Орловской области (в районах: от А до Л • от М до Я)
- Населённые пункты Пензенской области
- Населённые пункты Псковской области (в районах: от А до М • от Н до О • П • от Р до Я)
- Населённые пункты Ростовской области
- Населённые пункты Рязанской области
- Населённые пункты Самарской области
- Населённые пункты Саратовской области
- Населённые пункты Сахалинской области
- Населённые пункты Свердловской области (в районах: от А до З • от И до Р • от С до Я)
- Населённые пункты Смоленской области (в районах: от А до М • от Н до Я)
- Населённые пункты Тамбовской области
- Населённые пункты Тверской области (в округах: от А до Н • от О до Я; в районах: от А до Й • от К до П • от Р до Я)
- Населённые пункты Томской области
- Населённые пункты Тульской области (в районах: от А до К • от Л до Я)
- Населённые пункты Тюменской области
- Населённые пункты Ульяновской области
- Населённые пункты Челябинской области
- Населённые пункты Ярославской области (в районах: от А до Л • от М до П • от Р до Т • от У до Я)

## Города федерального значения
- Населённые пункты в составе Москвы
- Муниципальные образования города и посёлки в составе Санкт-Петербурга
- Населённые пункты в составе Севастополя

## Автономная область
- Населённые пункты Еврейской автономной области

## Автономный округ
- Населённые пункты Ненецкого автономного округа
- Населённые пункты Ханты-Мансийского автономного округа — Югры
- Населённые пункты Чукотского автономного округа
- Населённые пункты Ямало-Ненецкого автономного округа

## Упразднённые субъекты Российской Федерации
Населённые пункты субъектов, упразднённых в 2000-х гг. в результате объединения
- Населённые пункты Камчатской области, см.: Населённые пункты Камчатского края
- Населённые пункты Пермской области, см.: Населённые пункты Пермского края
- Населённые пункты Читинской области, см.: Населённые пункты Забайкальского края

- Населённые пункты Агинского Бурятского автономного округа, см.: Населённые пункты Агинского Бурятского округа Забайкальского края
- Населённые пункты Коми-Пермяцкого автономного округа, см.: Населённые пункты Коми-Пермяцкого округа Пермского края
- Населённые пункты Корякского автономного округа, см.: Населённые пункты Корякского округа Камчатского края
- Населённые пункты Таймырского (Долгано-Ненецкого) автономного округа и Эвенкийского автономного округа, см.: Населённые пункты Красноярского края в районах с особым статусом, а также: Населённые пункты Таймырского Долгано-Ненецкого района, Населённые пункты Эвенкийского района
- Населённые пункты Усть-Ордынского Бурятского автономного округа, см.: Населённые пункты Усть-Ордынского Бурятского округа Иркутской области